# 圣卡塔林
圣卡塔林（匈牙利語：Szentkatalin）是匈牙利巴兰尼亚州所辖的一个村。总面积13.31平方公里，总人口100，人口密度7.5人/平方公里（2011年1月1日）。